# Salah Mejri
Salah Al-Mejri (Árabe صالح الماجري)  (Jendouba, 15 de Junho de 1986) é um basquetebolista profissional tunisiano que atualmente joga pelo Dallas Mavericks na NBA. Salah Mejri defende também a Seleção Tunisiana em competições internacionais.

## Carreira
Mejri integrou a Seleção Tunisiana de Basquetebol, em Londres 2012, que terminou na décima-primeira colocação.

## Títulos
Seleção Tunisiana
- AfroBasket de 2011